# Rambung
Rambung is een bestuurslaag in het regentschap Tebing Tinggi van de provincie Noord-Sumatra, Indonesië. Rambung telt 5430 inwoners (volkstelling 2010).